# Park Han
Park Han (박한?; Seul, 15 dicembre 1945) è un ex cestista sudcoreano.

## Carriera
Con la Corea del Sud ha disputato i Giochi di Città del Messico 1968 e i Campionati del mondo del 1970.